# Just Friends (1993)
Just Friends é um filme de drama neerlando-belga de 1993 escrito por Marc-Henri Wajnberg, Pierre Sterckx e Alexandre Wajnberg e dirigido por Wajnberg. Foi selecionado como representante da Bélgica à edição do Oscar 1994, organizada pela Academia de Artes e Ciências Cinematográficas.

## Elenco
- Josse De Pauw
- Ann-Gisel Glass
- Charles Berling
- Sylvie Milhaud